# Варлаам (Ясинский)
Митрополит Варлаам Ясинский (1627 — 22 августа 1707, Киев) — епископ Русской православной церкви, митрополит Киевский, Галицкий и всея Малыя России; духовный писатель XVII века

## Биография
По-видимому, происходил из шляхетского рода.
Начальное образование получил в Киево-Могилянской коллегии, после чего обучался в Краковской католической академии.
С 1665 по 1673 год — игумен Киевского Братского Богоявленского монастыря. С 1669 года — ректор Киево-Могилянской коллегии. С 1673 по 1677 год — игумен киевского Михайловского Златоверхого монастыря. С 8 июля 1680 года — игумен Киево-Николаевского Пустынного монастыря.

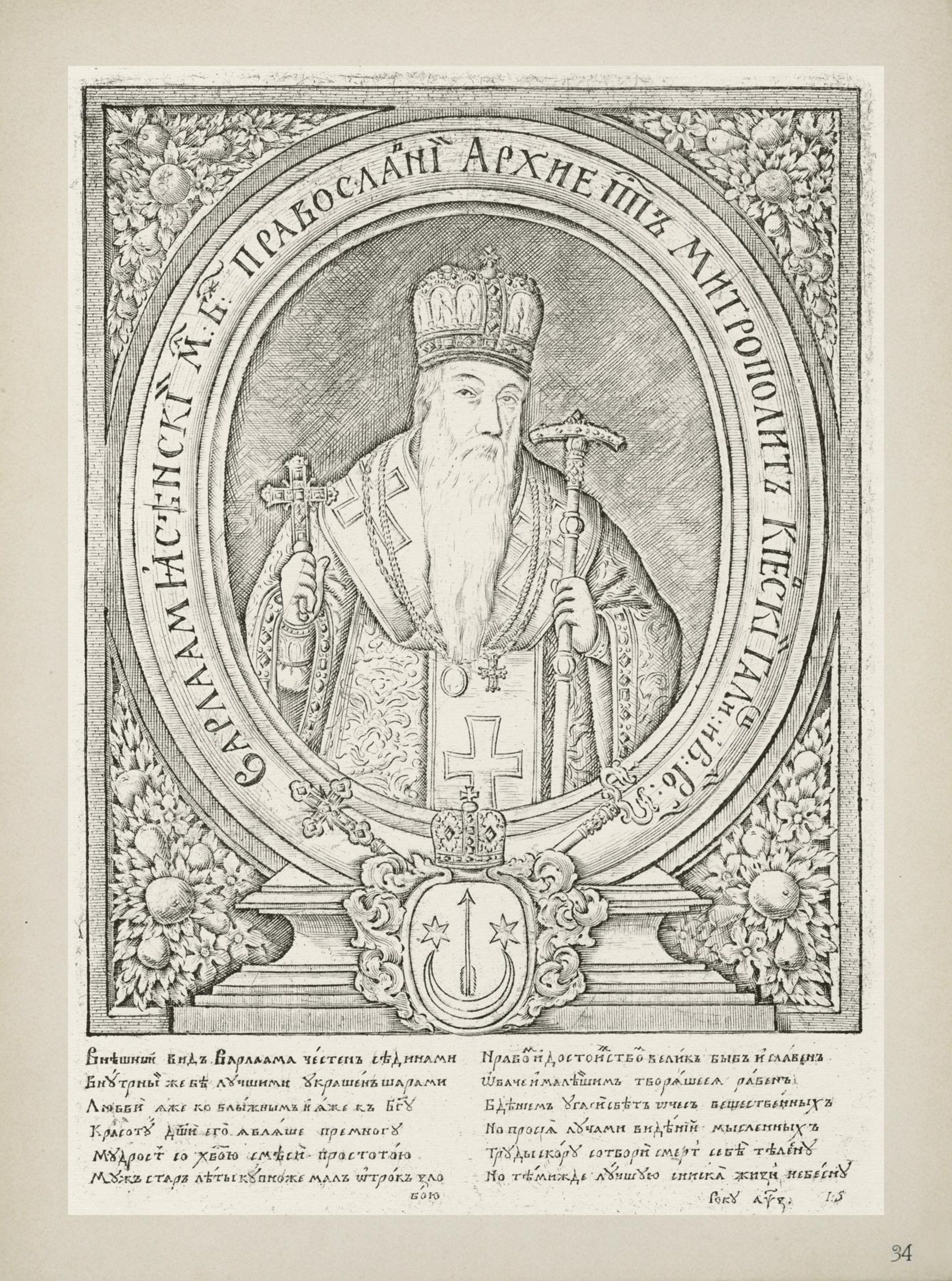
Варлаам Ясинский, Митрополит Киевский, литография XVIII в.

В 1672 году Варлаам переслал в Москву в Посольский приказ описание удивительного пророчества. В нём сообщалось о появлении в небе над Венгрией, над городом Каша необычного образа в который входили крест, три солнца, «три дуги небесныя» (радуги), «герб турской», турецкая сабля, пушка, граната и др. Текст сопровождался иллюстрацией. Знамение сулило, что три христианских монарха — царь Московский, цесарь Римский и король Польский объединятся против Турции и одержат победу. Американский исследователь текста Д. К. Уо выявил четыре русские редакции этого сочинения в семи рукописях (книгах и столбцах). Варлаам Ясинский увидел это знамение «у немцов».
В 1683 году, после смерти Иннокентия (Гизеля), очевидно, с согласия Лазаря (Барановича), гетман Иван Самойлович обратился в Москву за разрешением на избрание архимандрита Киево-Печерской лавры, которая была ставропигией Константинопольского патриарха; тем самым, лавра выводилась бы из-под его юрисдикции. Варлаам был избран вольными голосами и без согласования с патриархом быстро поставлен в архимандрита Лазарем (Барановичем). Варлааму всё же пришлось обратиться к Московскому патриарху с просьбой о получении подтвердительной грамоты на архимандрию. Это было связано с тем, что претензии на неё предъявлял и Львовский епископ Иосиф (Шумлянский), а в связи с войной между Россией и Турцией обратиться к Константинопольскому патриарху было невозможно. Патриарх Иоаким дал грамоту Варлааму лишь после повторного обращения.
Был противником подчинения православной западно-русской иерархии Московскому патриархату, отказываясь ехать в Москву и посвящаться от Московского патриарха, даже когда предложили его кандидатуру на Киевскую кафедру.
Только после того как Константинопольский патриархат в 1686 году утвердил зависимость Киевской митрополии от Московского патриархата, принял посвящение в митрополита Киевского, Галицкого и всея Малыя России от патриарха Московского Иоакима.
31 августа 1690 года хиротонисан во епископа с возведением в сан митрополита Киевского, Галицкого и всея Малыя России. При его содействии и покровительстве будущий святитель Димитрий Ростовский, переехавший в лавру в 1684 году, предпринял попытку составления своего труда, известного как «Четьи-Минеи».
Был погребён в Великой церкви Киево-Печерской лавры.